# Aichryson villosum
Aichryson villosum és una espècie de planta del gènere Aichryson de la família de les Crassulaceae.

## Taxonomia
Aichryson villosum Webb & Berthel. va ser descrita per Philip Barker Webb i Sabin Berthelot i publicada a Histoire Naturelle des Îles Canaries 2(1): 181. 1840.
Etimologia
- villosum : epítet llatí que significa 'pelut'.[2]